# St. Cloud (Missouri)
St. Cloud é uma vila localizada no estado americano de Missouri, no Condado de Crawford.

## Demografia
Segundo o censo americano de 2000, a sua população era de 56 habitantes.

## Geografia
De acordo com o United States Census Bureau tem uma área de
3,2 km², dos quais 3,2 km² cobertos por terra e 0,0 km² cobertos por água.

## Localidades na vizinhança
O diagrama seguinte representa as localidades num raio de 24 km ao redor de St. Cloud.